# Brivaracetam
Il brivaracetam è un farmaco appartenente alla famiglia dei racetam, il cui precursore è il piracetam. A differenza di altri suoi congeneri strutturali, però, non possiede proprietà nootropiche, bensì antiepilettiche. Tuttavia non è attivo in manifestazioni acute (da elettroshock o pentametilentetrazolo) ma protegge dalle manifestazioni motorie secondarie.
Chimicamente è il derivato n-propilico del levetiracetam ed è dotato di buone proprietà idrofobe, tali da consentirgli un rapido passaggio attraverso la barriera ematoencefalica. 
Il suo meccanismo d'azione sembra multiplo. Può bloccare infatti le correnti del sodio voltaggio-dipendenti, facilitare la correnti del potassio attraverso i canali KCNQ ed interagire con la proteina SV2 delle vescicole sinaptiche neuronali. 
Una volta somministrato, il farmaco è assorbito completamente entro 2 ore e soltanto un 20% di esso è trovato legato alle proteine plasmatiche. La sua emivita è di 7-8 ore, viene metabolizzato a livello epatico dal citocromo P450 2C8 e la sua clearance renale è bassa. Entro 72 ore dalla somministrazione, il 95% del farmaco si ritrova nelle urine.
Uno studio controllato sull'efficacia del farmaco è stato pubblicato pochi mesi fa https://www.ncbi.nlm.nih.gov/pubmed/26920914